# Gran Premio motociclistico di Germania 2007
Il Gran Premio motociclistico di Germania 2007, corso il 15 luglio, è stato il decimo Gran Premio della stagione 2007 e ha visto vincere: Daniel Pedrosa in MotoGP, Hiroshi Aoyama nella classe 250 e Gábor Talmácsi nella classe 125.

## MotoGP

### Qualifiche
| Pos | Pilota                     | Tempo    |
| --- | -------------------------- | -------- |
| 1.  | Casey Stoner (Ducati)      | 1:22.384 |
| 2.  | Daniel Pedrosa (Honda)     | 1:22.388 |
| 3.  | Marco Melandri (Honda)     | 1:22.397 |
| 4.  | Randy de Puniet (Kawasaki) | 1:22.539 |
| 5.  | John Hopkins (Suzuki)      | 1:22.561 |
| 6.  | Valentino Rossi (Yamaha)   | 1:22.605 |
| 7.  | Loris Capirossi (Ducati)   | 1:22.615 |
| 8.  | Alex Barros (Ducati)       | 1:22.897 |
| 9.  | Sylvain Guintoli (Yamaha)  | 1:22.958 |
| 10. | Shin'ya Nakano (Honda)     | 1:22.969 |
| 11. | Chris Vermeulen (Suzuki)   | 1:23.039 |
| 12. | Anthony West (Kawasaki)    | 1:23.056 |
| 13. | Colin Edwards (Yamaha)     | 1:23.090 |
| 14. | Nicky Hayden (Honda)       | 1:23.151 |
| 15. | Carlos Checa (Honda)       | 1:23.182 |
| 16. | Alex Hofmann (Ducati)      | 1:23.199 |
| 17. | Michel Fabrizio (Honda)    | 1:23.491 |
| 18. | Makoto Tamada (Yamaha)     | 1:23.744 |
| 19. | Kurtis Roberts (KR212V)    | 1:24.209 |

### Gara

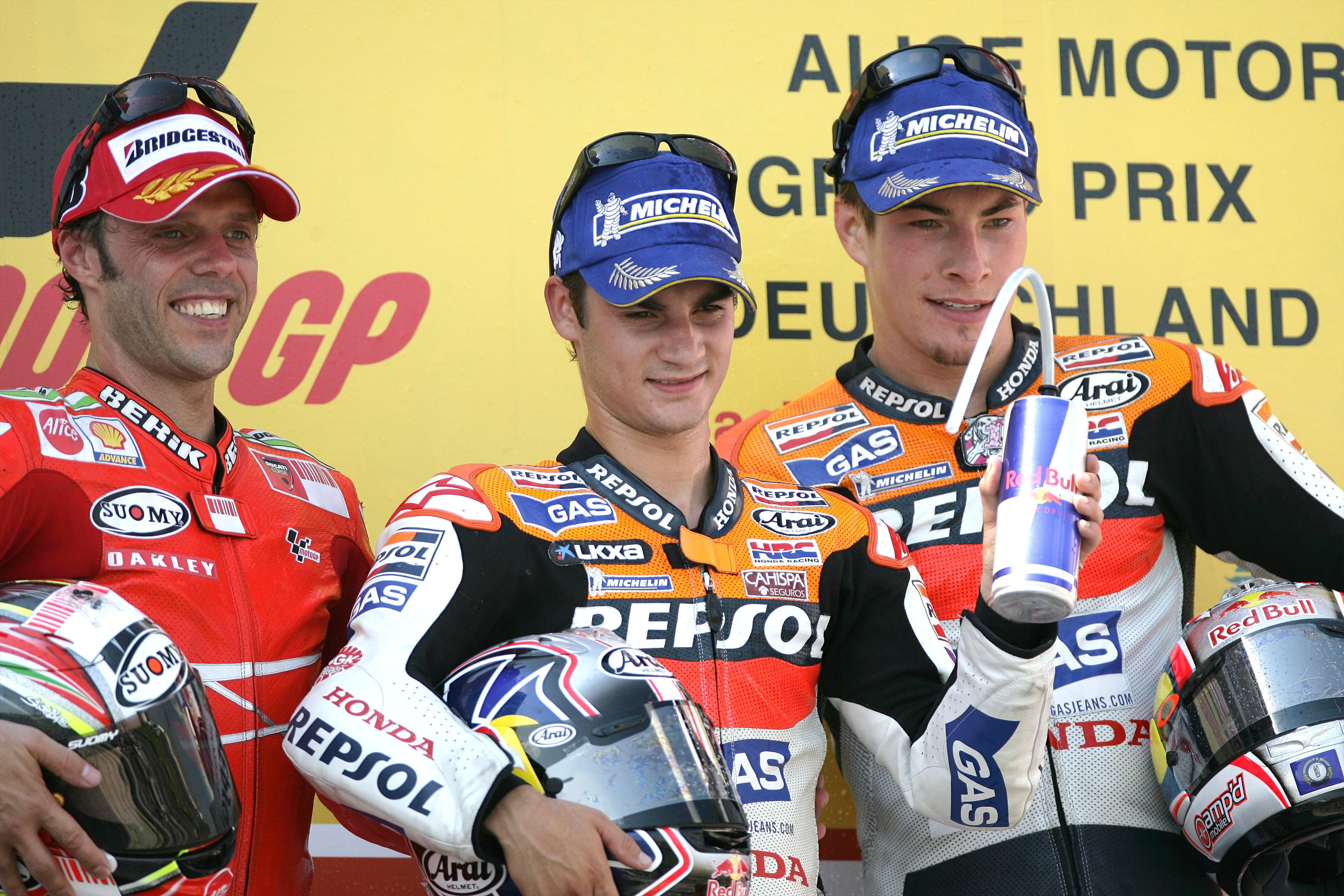
Capirossi, Pedrosa e Hayden, sul podio dopo aver concluso al secondo, primo e terzo posto la gara della classe MotoGP

#### Arrivati al traguardo
| Pos | Nº | Pilota          | Squadra              | Motocicletta | Giri | Tempo     | Griglia | Punti |
| --- | -- | --------------- | -------------------- | ------------ | ---- | --------- | ------- | ----- |
| 1   | 26 | Daniel Pedrosa  | Repsol Honda         | Honda        | 30   | 41:53.196 | 2       | 25    |
| 2   | 65 | Loris Capirossi | Ducati Marlboro      | Ducati       | 30   | +13.166   | 7       | 20    |
| 3   | 1  | Nicky Hayden    | Repsol Honda         | Honda        | 30   | +16.771   | 14      | 16    |
| 4   | 5  | Colin Edwards   | Fiat Yamaha          | Yamaha       | 30   | +18.299   | 13      | 13    |
| 5   | 27 | Casey Stoner    | Ducati Marlboro      | Ducati       | 30   | +31.426   | 1       | 11    |
| 6   | 33 | Marco Melandri  | Honda Gresini        | Honda        | 30   | +31.917   | 3       | 10    |
| 7   | 21 | John Hopkins    | Rizla Suzuki         | Suzuki       | 30   | +33.395   | 5       | 9     |
| 8   | 13 | Anthony West    | Kawasaki Racing      | Kawasaki     | 30   | +41.194   | 12      | 8     |
| 9   | 66 | Alex Hofmann    | Pramac d'Antin       | Ducati       | 30   | +43.214   | 16      | 7     |
| 10  | 84 | Michel Fabrizio | Honda Gresini        | Honda        | 30   | +44.459   | 17      | 6     |
| 11  | 71 | Chris Vermeulen | Rizla Suzuki         | Suzuki       | 30   | +1:01.894 | 11      | 5     |
| 12  | 80 | Kurtis Roberts  | Team Roberts         | KR212V       | 30   | +1:10.721 | 19      | 4     |
| 13  | 6  | Makoto Tamada   | Dunlop Yamaha Tech 3 | Yamaha       | 28   | +2 giri   | 18      | 3     |
| 14  | 7  | Carlos Checa    | Honda LCR            | Honda        | 27   | +3 giri   | 15      | 2     |

#### Ritirati
| Nº | Pilota           | Squadra              | Motocicletta | Giri | Griglia |
| -- | ---------------- | -------------------- | ------------ | ---- | ------- |
| 14 | Randy de Puniet  | Kawasaki Racing      | Kawasaki     | 29   | 4       |
| 56 | Shin'ya Nakano   | Konica Minolta Honda | Honda        | 19   | 10      |
| 4  | Alex Barros      | Pramac d'Antin       | Ducati       | 9    | 8       |
| 46 | Valentino Rossi  | Fiat Yamaha          | Yamaha       | 5    | 6       |
| 50 | Sylvain Guintoli | Dunlop Yamaha Tech 3 | Yamaha       | 3    | 9       |

### Classifiche

#### Classifica Piloti
| Pos. | Pilota           | Punti |
| ---- | ---------------- | ----- |
| 1.   | Casey Stoner     | 196   |
| 2.   | Valentino Rossi  | 164   |
| 3.   | Daniel Pedrosa   | 144   |
| 4.   | John Hopkins     | 101   |
| 5.   | Marco Melandri   | 97    |
| 6.   | Chris Vermeulen  | 91    |
| 7.   | Colin Edwards    | 88    |
| 8.   | Loris Capirossi  | 77    |
| 9.   | Nicky Hayden     | 73    |
| 10.  | Alex Barros      | 69    |
| 11.  | Alex Hofmann     | 60    |
| 12.  | Toni Elías       | 49    |
| 13.  | Randy de Puniet  | 42    |
| 14.  | Carlos Checa     | 27    |
| 15.  | Shin'ya Nakano   | 25    |
| 16.  | Makoto Tamada    | 23    |
| 17.  | Anthony West     | 20    |
| 18.  | Sylvain Guintoli | 18    |
| 19.  | Kurtis Roberts   | 8     |
| 20.  | Michel Fabrizio  | 6     |
| 21.  | Fonsi Nieto      | 5     |
| 22.  | Olivier Jacque   | 4     |
| 23.  | Kenny Roberts Jr | 4     |

#### Classifica Costruttori
| Pos. | Costruttore | Punti |
| ---- | ----------- | ----- |
| 1.   | Ducati      | 208   |
| 2.   | Yamaha      | 184   |
| 3.   | Honda       | 174   |
| 4.   | Suzuki      | 131   |
| 5.   | Kawasaki    | 64    |
| 6.   | KR212V      | 12    |

#### Classifica Squadre
| Pos. | Squadra              | Punti |
| ---- | -------------------- | ----- |
| 1.   | Ducati Marlboro      | 273   |
| 2.   | Fiat Yamaha          | 252   |
| 3.   | Repsol Honda         | 217   |
| 4.   | Rizla Suzuki         | 196   |
| 5.   | Honda Gresini        | 152   |
| 6.   | Pramac d'Antin       | 129   |
| 7.   | Kawasaki Racing      | 69    |
| 8.   | Dunlop Yamaha Tech 3 | 41    |
| 9.   | Honda LCR            | 27    |
| 10.  | Konica Minolta Honda | 25    |
| 11.  | Team Roberts         | 12    |

## Classe 250

### Arrivati al traguardo
| Pos | Nº | Pilota              | Squadra                     | Motocicletta | Giri | Tempo     | Griglia | Punti |
| --- | -- | ------------------- | --------------------------- | ------------ | ---- | --------- | ------- | ----- |
| 1   | 4  | Hiroshi Aoyama      | Red Bull KTM                | KTM          | 29   | 41:16.191 | 6       | 25    |
| 2   | 36 | Mika Kallio         | Red Bull KTM                | KTM          | 29   | +0.119    | 1       | 20    |
| 3   | 3  | Alex De Angelis     | Master - Mapfre Aspar       | Aprilia      | 29   | +0.274    | 3       | 16    |
| 4   | 1  | Jorge Lorenzo       | Fortuna Aprilia             | Aprilia      | 29   | +0.579    | 4       | 13    |
| 5   | 34 | Andrea Dovizioso    | Kopron Team Scot            | Honda        | 29   | +1.296    | 2       | 11    |
| 6   | 80 | Héctor Barberá      | Toth Aprilia                | Aprilia      | 29   | +11.851   | 7       | 10    |
| 7   | 58 | Marco Simoncelli    | Metis Gilera                | Gilera       | 29   | +17.308   | 8       | 9     |
| 8   | 55 | Yūki Takahashi      | Kopron Team Scot            | Honda        | 29   | +22.309   | 10      | 8     |
| 9   | 12 | Thomas Lüthi        | Emmi - Caffe Latte Aprilia  | Aprilia      | 29   | +28.858   | 12      | 7     |
| 10  | 15 | Roberto Locatelli   | Metis Gilera                | Gilera       | 29   | +35.983   | 14      | 6     |
| 11  | 41 | Aleix Espargaró     | Blusens Aprilia             | Aprilia      | 29   | +37.377   | 11      | 5     |
| 12  | 73 | Shūhei Aoyama       | Repsol Honda                | Honda        | 29   | +42.211   | 17      | 4     |
| 13  | 28 | Dirk Heidolf        | Kiefer - Bos - Sotin Racing | Aprilia      | 29   | +51.095   | 13      | 3     |
| 14  | 25 | Alex Baldolini      | Kiefer - Bos - Sotin Racing | Aprilia      | 29   | +53.416   | 15      | 2     |
| 15  | 16 | Jules Cluzel        | Angaia Racing               | Aprilia      | 29   | +55.996   | 21      | 1     |
| 16  | 44 | Tarō Sekiguchi      | Campetella Racing           | Aprilia      | 29   | +56.105   | 18      |       |
| 17  | 19 | Álvaro Bautista     | Master - Mapfre Aspar       | Aprilia      | 29   | +1:07.435 | 9       |       |
| 18  | 32 | Fabrizio Lai        | Campetella Racing           | Aprilia      | 29   | +1:09.728 | 16      |       |
| 19  | 8  | Ratthapark Wilairot | Thai Honda PTT-SAG          | Honda        | 29   | +1:17.640 | 22      |       |

### Ritirati
| Nº | Pilota         | Squadra                    | Motocicletta | Giri | Griglia |
| -- | -------------- | -------------------------- | ------------ | ---- | ------- |
| 17 | Karel Abraham  | Cardion AB Motoracing      | Aprilia      | 19   | 20      |
| 38 | Thomas Walther | AMC Schleizer Dreieck ADAC | Honda        | 19   | 28      |
| 50 | Eugene Laverty | Honda LCR                  | Honda        | 18   | 26      |
| 60 | Julián Simón   | Repsol Honda               | Honda        | 14   | 5       |
| 10 | Imre Tóth      | Toth Aprilia               | Aprilia      | 13   | 24      |
| 45 | Dan Linfoot    | Team Sicilia               | Aprilia      | 4    | 25      |
| 31 | Álvaro Molina  | Andalucia - GFC - Mas      | Aprilia      | 4    | 23      |
| 18 | Joshua Sommer  | Motorcyle Comp. Service    | Honda        | 3    | 27      |
| 7  | Efrén Vázquez  | Blusens Aprilia Germany    | Aprilia      | 2    | 19      |

## Classe 125

### Arrivati al traguardo
| Pos | Nº | Pilota             | Squadra                    | Motocicletta | Giri | Tempo     | Griglia | Punti |
| --- | -- | ------------------ | -------------------------- | ------------ | ---- | --------- | ------- | ----- |
| 1   | 14 | Gábor Talmácsi     | Bancaja Aspar              | Aprilia      | 27   | 39:30.802 | 1       | 25    |
| 2   | 71 | Tomoyoshi Koyama   | Red Bull KTM               | KTM          | 27   | +3.532    | 15      | 20    |
| 3   | 55 | Héctor Faubel      | Bancaja Aspar              | Aprilia      | 27   | +3.610    | 3       | 16    |
| 4   | 24 | Simone Corsi       | Skilled Racing             | Aprilia      | 27   | +4.444    | 7       | 13    |
| 5   | 34 | Randy Krummenacher | Red Bull KTM               | KTM          | 27   | +11.851   | 8       | 11    |
| 6   | 52 | Lukáš Pešek        | Valsir Seedorf Derbi       | Derbi        | 27   | +11.920   | 5       | 10    |
| 7   | 11 | Sandro Cortese     | Emmi - Caffe Latte Aprilia | Aprilia      | 27   | +17.271   | 6       | 9     |
| 8   | 38 | Bradley Smith      | Repsol Honda               | Honda        | 27   | +19.484   | 4       | 8     |
| 9   | 22 | Pablo Nieto        | Blusens Aprilia            | Aprilia      | 27   | +20.950   | 17      | 7     |
| 10  | 60 | Michael Ranseder   | Ajo Motorsport             | Derbi        | 27   | +22.628   | 11      | 6     |
| 11  | 6  | Joan Olivé         | Polaris World              | Aprilia      | 27   | +26.044   | 14      | 5     |
| 12  | 12 | Esteve Rabat       | Repsol Honda               | Honda        | 27   | +27.096   | 10      | 4     |
| 13  | 17 | Stefan Bradl       | Blusens Aprilia            | Aprilia      | 27   | +42.805   | 16      | 3     |
| 14  | 64 | Georg Fröhlich     | Abbink Bos Racing          | Honda        | 27   | +43.503   | 21      | 2     |
| 15  | 63 | Mike Di Meglio     | Kopron Team Scot           | Honda        | 27   | +44.402   | 19      | 1     |
| 16  | 27 | Stefano Bianco     | WTR No Alcol               | Aprilia      | 27   | +46.386   | 22      |       |
| 17  | 95 | Robert Mureșan     | Ajo Motorsport             | Derbi        | 27   | +53.208   | 20      |       |
| 18  | 51 | Stevie Bonsey      | Red Bull KTM               | KTM          | 27   | +53.719   | 30      |       |
| 19  | 7  | Alexis Masbou      | FFM Honda GP 125           | Honda        | 27   | +53.739   | 26      |       |
| 20  | 20 | Roberto Tamburini  | Team Sicilia               | Aprilia      | 27   | +53.887   | 18      |       |
| 21  | 77 | Dominique Aegerter | Multimedia Racing          | Aprilia      | 27   | +1:00.165 | 33      |       |
| 22  | 18 | Nicolás Terol      | Valsir Seedorf Derbi       | Derbi        | 27   | +1:00.625 | 28      |       |
| 23  | 15 | Federico Sandi     | Skilled Racing             | Aprilia      | 27   | +1:09.928 | 27      |       |
| 24  | 29 | Andrea Iannone     | WTR No Alcol               | Aprilia      | 27   | +1:16.082 | 12      |       |
| 25  | 56 | Hugo van den Berg  | Blusens Aprilia            | Aprilia      | 27   | +1:18.721 | 31      |       |
| 26  | 65 | Eric Hübsch        | Sachsenring Motorrad Unger | Aprilia      | 27   | +1:18.836 | 36      |       |
| 27  | 99 | Daniel Webb        | De Graaf Grand Prix        | Honda        | 27   | +1:27.243 | 34      |       |
| 28  | 8  | Lorenzo Zanetti    | Team Sicilia               | Aprilia      | 26   | +1 giro   | 24      |       |
| 29  | 67 | Sebastian Eckner   | Adac Sachsen Junior        | Honda        | 26   | +1 giro   | 37      |       |

### Ritirati
| Nº | Pilota           | Squadra                    | Motocicletta | Giri | Griglia |
| -- | ---------------- | -------------------------- | ------------ | ---- | ------- |
| 33 | Sergio Gadea     | Bancaja Aspar              | Aprilia      | 26   | 9       |
| 37 | Joey Litjens     | De Graaf Grand Prix        | Honda        | 25   | 25      |
| 53 | Simone Grotzkyj  | Multimedia Racing          | Aprilia      | 15   | 29      |
| 75 | Mattia Pasini    | Polaris World              | Aprilia      | 11   | 2       |
| 35 | Raffaele De Rosa | Multimedia Racing          | Aprilia      | 8    | 23      |
| 66 | Patrick Unger    | Sachsenring Motorrad Unger | Aprilia      | 1    | 32      |
| 44 | Pol Espargaró    | Belson Campetella Aprilia  | Aprilia      | 1    | 13      |

### Non partito
| Nº | Pilota        | Squadra          | Motocicletta | Griglia |
| -- | ------------- | ---------------- | ------------ | ------- |
| 35 | Dino Lombardi | Kopron Team Scot | Honda        | 35      |